# Havok (bedrijf)
Havok (juridische naam Telekinesys Research Ltd.) is een Iers softwarebedrijf opgericht in 1998 door Hugh Reynolds en Steven Collins in Dublin en is sinds 2015 eigendom van Microsoft. Havok werkt samen met Activision, Electronic Arts, Nintendo, Microsoft, Sony, Bethesda Softworks en Ubisoft.
De technologie die is ontwikkeld door Havok wordt gebruikt in meer dan 150 speltitels, zoals Half-Life 2, Halo 2, The Elder Scrolls IV: Oblivion, Age of Empires III, en Super Smash Bros. Brawl.
Havok was van 1998 tot 2007 een zelfstandig bedrijf. Op 14 september 2007 maakte Intel de overname van het bedrijf in een persbericht bekend. Op 2 oktober 2015 werd bekend dat het bedrijf opnieuw werd overgenomen, dit keer door Microsoft.

## Prijzen en onderscheidingen
- Computer Graphics World (2003)
- Beste spelcomponent (2003)
- Meest geavanceerde technologie (2004)
- Beste Tools Provider (2005)
- OnHollywood (2006)
- Beste keuze van Computex (2006)
- Red Herring 100 (2006)
- Technische Emmy Award (2008)